# پریسیلا نیتو
پریسیلا نیتو (فرانسوی: Priscilla Gneto‎؛ زادهٔ ۳ اوت ۱۹۹۱) جودوکار اهل فرانسه است.
وی در مسابقات کشوری و بین‌المللی در مجموع برندهٔ ۳ مدال طلا، ۳ مدال نقره، ۶ مدال برنز شده‌است.